# جانيل تايلور
جانيل تايلور (بالإنجليزية: Janelle Taylor)‏ (28 يونيو 1944، أثينا في الولايات المتحدة)؛ روائية أمريكية.